# Prochilodus britskii
Prochilodus britskii és una espècie de peix de la família dels proquilodòntids i de l'ordre dels caraciformes.

## Morfologia
- Els mascles poden assolir 23,8 cm de longitud total.
- Nombre de vèrtebres: 40-41.[4]

## Hàbitat
És un peix d'aigua dolça i de clima tropical.

## Distribució geogràfica
Es troba a Sud-amèrica: conca del riu Apiacá (Mato Grosso, Brasil).